# PNC Park
PNC Park är en basebollarena i Pittsburgh i Pennsylvania i USA. Arenan är hemmaarena för Pittsburgh Pirates, som spelar i National League, en av de två ligorna i Major League Baseball (MLB).
Arenan, som ersatte Pirates tidigare arena Three Rivers Stadium, började byggas i april 1999 och öppnades mindre än två år senare, till en byggkostnad av cirka 262 miljoner dollar. Bygget finansierades av offentliga medel, vilket mötte en del motstånd. Arkitektfirmorna HOK Sport Venue Event och L.D. Astorino & Associates ritade arenan.
Namnet fick arenan efter ett sponsoravtal med företaget PNC Financial Services värt 40 miljoner dollar över 20 år.
PNC Park anses vara en av de bästa arenorna i MLB på grund av det vackra läget vid Alleghenyfloden med utsikt över Pittsburghs stadssiluett samt den tidlösa designen.
PNC Park var 2006 värd för MLB:s all star-match.
I PNC Park har hållits konserter med bland andra Bruce Springsteen och E Street Band och The Rolling Stones.

## Bilder

PNC Parks planstorlek.
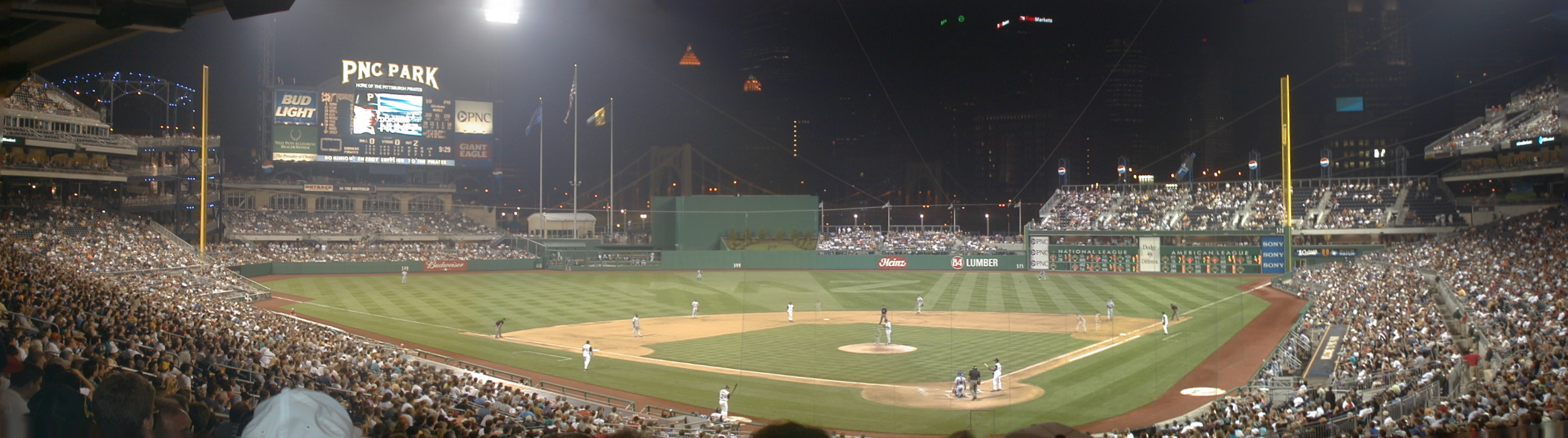
Panoramabild av PNC Park.
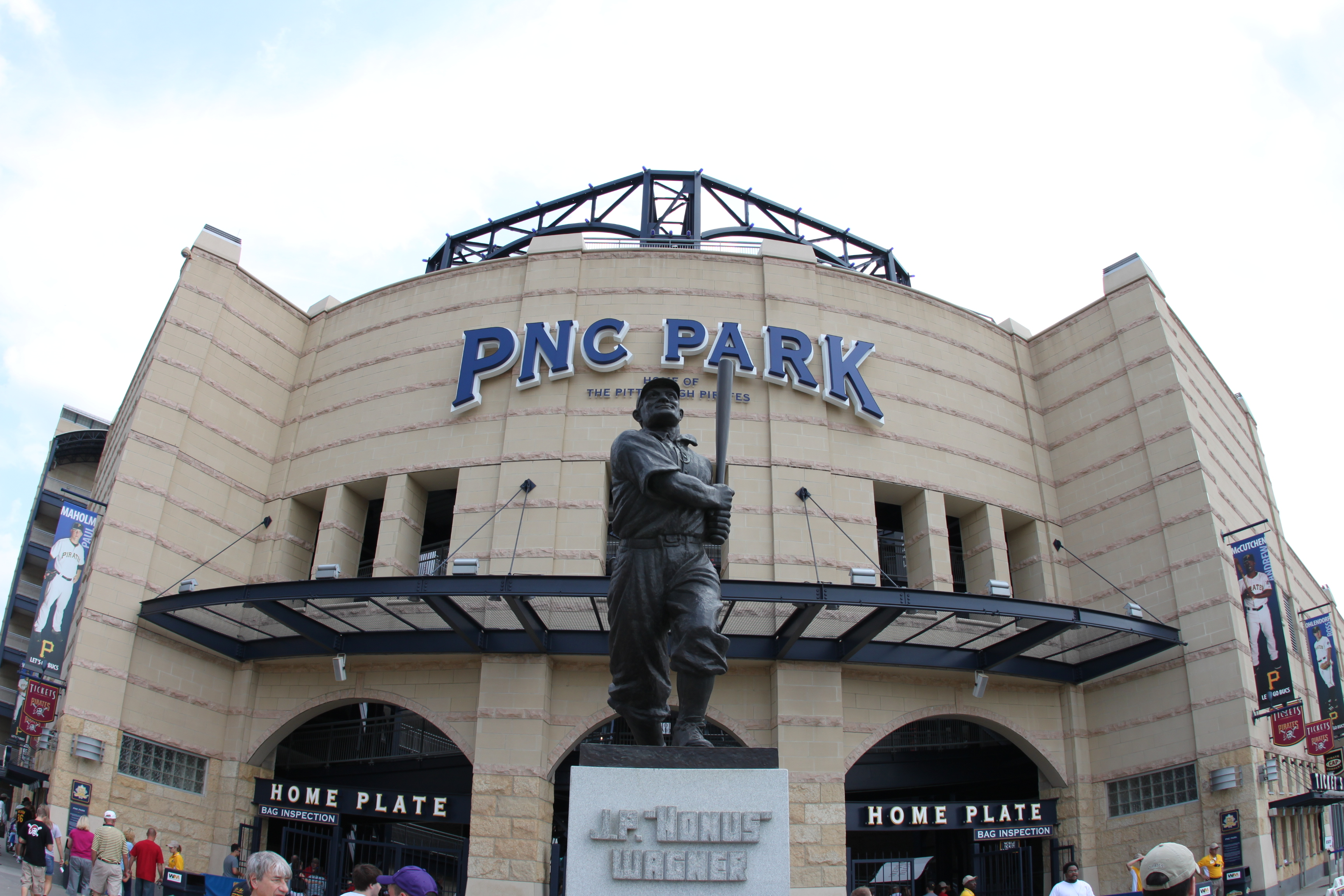
Huvudentrén i kalksten med en staty av Honus Wagner.
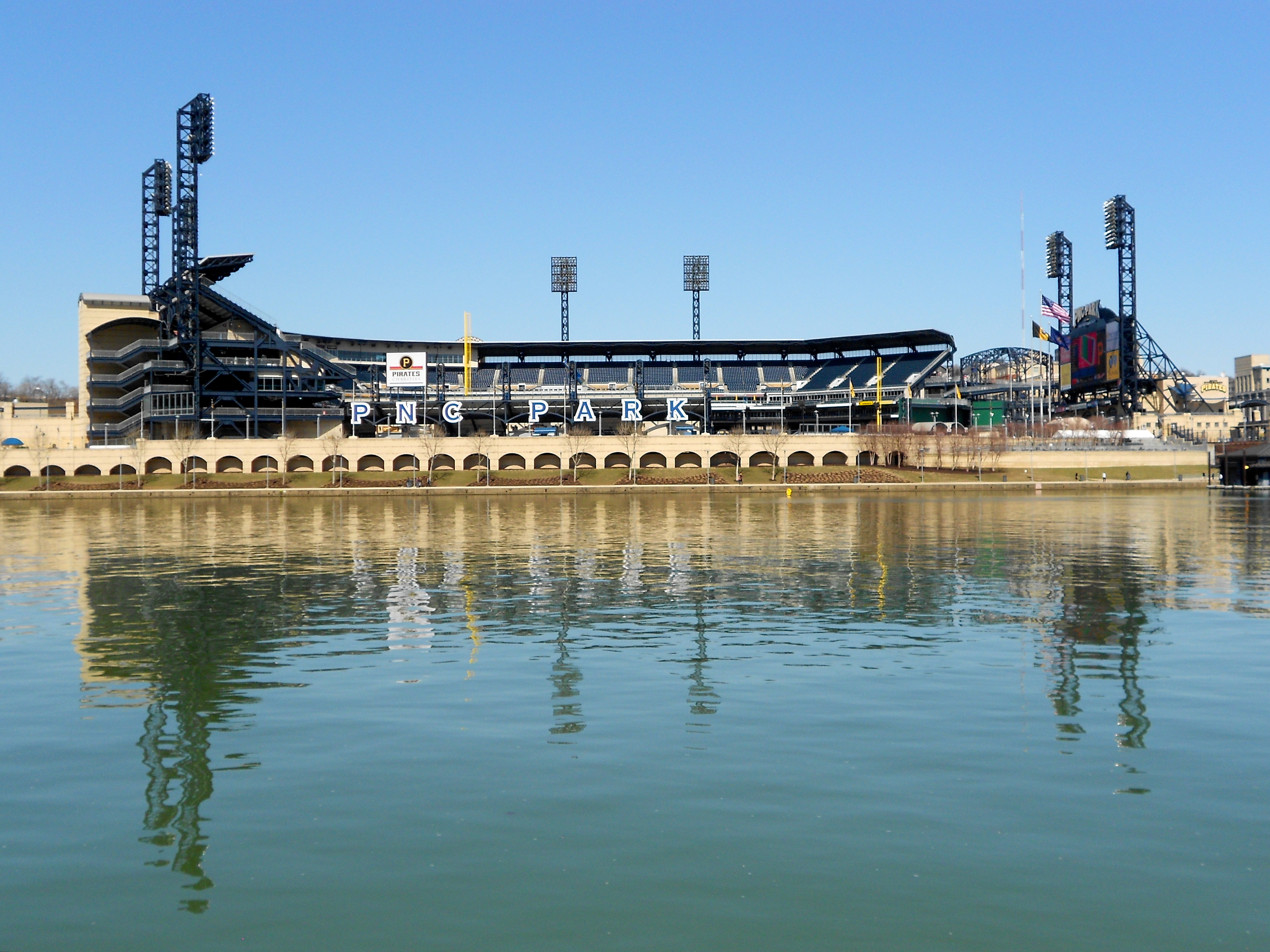
PNC Park sedd från centrala Pittsburgh över Alleghenyfloden.
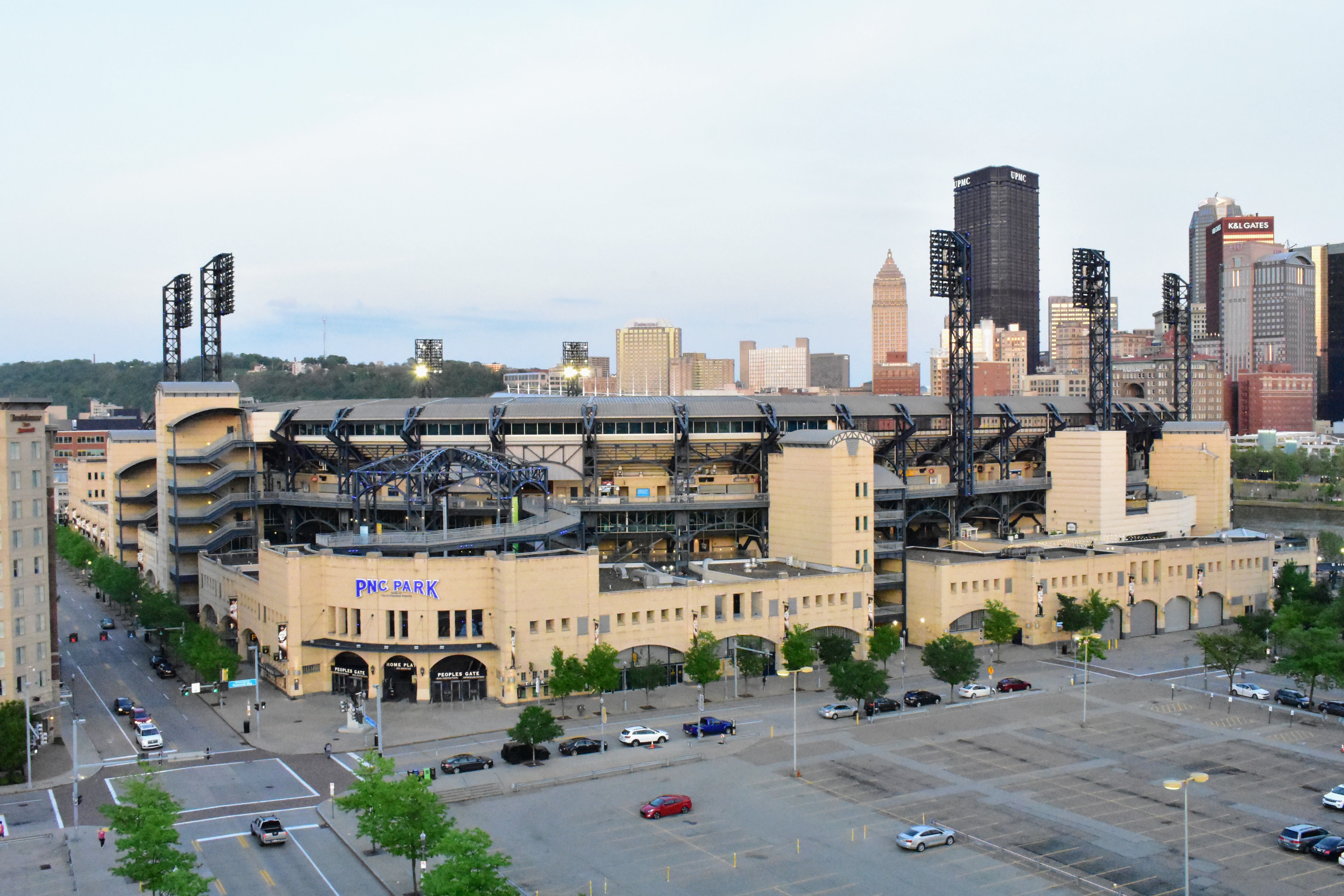
PNC Parks exteriör.